# Arcidiocesi di Kingston
L'arcidiocesi di Kingston (in latino Archidioecesis Regiopolitana) è una sede metropolitana della Chiesa cattolica in Canada. Nel 2021 contava 135.170 battezzati su 371.450 abitanti. È retta dall'arcivescovo Michael Mulhall.

## Territorio
L'arcidiocesi comprende le seguenti contee della provincia canadese dell'Ontario: Frontenac, Lennox e Addington, Prince Edward, Leeds e Grenville e Dundas, la parte meridionale della contea di Hastings e la parte sud-occidentale della contea di Lanark.
Sede arcivescovile è la città di Kingston, dove si trova la cattedrale dell'Immacolata Concezione.
Il territorio si estende su 16.500 km² ed è suddiviso in 51 parrocchie.

### Provincia ecclesiastica
La provincia ecclesiastica di Kingston, istituita nel 1889, comprende le seguenti suffraganee:
- la diocesi di Peterborough, eretta come vicariato apostolico nel 1874, elevato a diocesi nel 1882;
- la diocesi di Sault Sainte Marie, eretta nel 1904.

## Storia
L'arcidiocesi di Kingston, situata nell'Ontario orientale, è la più antica diocesi cattolica anglofona del Canada.
Il vicariato apostolico del Canada superiore fu eretto il 12 gennaio 1819, ricavandone il territorio dalla diocesi di Québec (oggi arcidiocesi).
Il 27 gennaio 1826 con il breve Inter multiplices di papa Leone XII il vicariato apostolico fu elevato a diocesi e assunse il nome di diocesi di Kingston. Con altro breve Inter multiplices del 14 febbraio dello stesso anno la diocesi fu dichiarata immediatamente soggetta alla Santa Sede.
Il 17 dicembre 1841, il 25 giugno 1847 e il 3 febbraio 1874 cedette porzioni del suo territorio a vantaggio dell'erezione rispettivamente della diocesi di Toronto (oggi arcidiocesi), della diocesi di Bytown (oggi arcidiocesi di Ottawa-Cornwall) e del vicariato apostolico del Canada settentrionale (oggi diocesi di Peterborough). Alla stessa diocesi di Peterborough cedette altri territori l'11 luglio 1882.
Il 18 marzo 1870 entrò a far parte della provincia ecclesiastica di Toronto.
La diocesi è stata ulteriormente elevata al rango di arcidiocesi metropolitana il 28 dicembre 1889 con il breve Quum ex apostolico di papa Leone XIII.
Il 21 gennaio 1890 ha ceduto un'altra porzione di territorio a vantaggio dell'erezione della diocesi di Alexandria (oggi soppressa).
Molte lingue, culture e comunità differenti sono servite con i differenti apostolati: ispanico, francofono, della comunità ucraina e di quella polacca, così come i ministeri della gioventù, dei prigionieri, dei sordi e degli infermi. Questi apostolati, parrocchie, missioni e ministeri sono sostenuti sia dai preti diocesani sia da quelli religiosi, dalle comunità religiose femminili, dai diaconi e dai laici.

## Cronotassi dei vescovi
Si omettono i periodi di sede vacante non superiori ai 2 anni o non storicamente accertati.
- Alexander MacDonell † (12 gennaio 1819 - 14 gennaio 1840 deceduto)
- Rémi Gaulin † (14 gennaio 1840 succeduto - 8 maggio 1857 deceduto)
- Patrick Phelan, P.S.S. † (8 maggio 1857 succeduto - 7 giugno 1857 deceduto)
- Edward John Horan † (8 gennaio 1858 - 28 maggio 1874 dimesso[1])
- John O'Brien † (12 febbraio 1875 - 1º agosto 1879 deceduto)
- James Vincent Cleary † (1º ottobre 1880 - 24 febbraio 1898 deceduto)
- Charles-Hugues Gauthier † (29 luglio 1898 - 6 settembre 1910 nominato arcivescovo di Ottawa)
- Michael Joseph Spratt † (17 luglio 1911 - 23 febbraio 1938 deceduto)
- Richard Michael Joseph O'Brien † (23 febbraio 1938 succeduto - 30 agosto 1943 deceduto)
- Joseph Anthony O'Sullivan † (26 febbraio 1944 - 14 dicembre 1966 ritirato[2])
- Joseph Lawrence Wilhelm † (14 dicembre 1966 - 12 marzo 1982 dimesso)
- Francis John Spence † (24 aprile 1982 - 27 aprile 2002 ritirato)
- Anthony Giroux Meagher † (27 aprile 2002 - 14 gennaio 2007 deceduto)
- Brendan Michael O'Brien (1º giugno 2007 - 28 marzo 2019 ritirato)
- Michael Mulhall, dal 28 marzo 2019

## Statistiche
L'arcidiocesi nel 2021 su una popolazione di 371.450 persone contava 135.170 battezzati, corrispondenti al 36,4% del totale.
| anno | popolazione | popolazione | popolazione | presbiteri | presbiteri | presbiteri | presbiteri                | diaconi | religiosi | religiosi | parrocchie |
| anno | battezzati  | totale      | %           | numero     | secolari   | regolari   | battezzati per presbitero | diaconi | uomini    | donne     | parrocchie |
| ---- | ----------- | ----------- | ----------- | ---------- | ---------- | ---------- | ------------------------- | ------- | --------- | --------- | ---------- |
| 1950 | 32.700      | 240.550     | 13,6        | 89         | 63         | 26         | 367                       |         | 35        | 301       | 47         |
| 1966 | 54.500      | 260.000     | 21,0        | 103        | 79         | 24         | 529                       |         | 35        | 360       | 51         |
| 1970 | 53.044      | 250.000     | 21,2        | 92         | 77         | 15         | 576                       |         | 17        | 264       | 53         |
| 1976 | 57.612      | 262.000     | 22,0        | 81         | 81         |            | 711                       |         | 2         | 285       | 50         |
| 1980 | 62.138      | 265.000     | 23,4        | 78         | 78         |            | 796                       |         |           | 305       | 52         |
| 1990 | 77.009      | 320.000     | 24,1        | 86         | 74         | 12         | 895                       | 3       | 12        | 225       | 52         |
| 1999 | 102.650     | 315.000     | 32,6        | 77         | 71         | 6          | 1.333                     | 11      | 11        | 186       | 52         |
| 2000 | 102.650     | 315.000     | 32,6        | 78         | 72         | 6          | 1.316                     | 11      | 11        | 180       | 52         |
| 2001 | 102.650     | 315.000     | 32,6        | 76         | 72         | 4          | 1.350                     | 11      | 9         | 180       | 52         |
| 2002 | 102.650     | 315.000     | 32,6        | 77         | 73         | 4          | 1.333                     | 11      | 9         | 170       | 52         |
| 2003 | 102.650     | 315.000     | 32,6        | 80         | 71         | 9          | 1.283                     | 10      | 13        | 165       | 52         |
| 2004 | 116.845     | 315.000     | 37,1        | 86         | 79         | 7          | 1.358                     | 17      | 11        | 165       | 52         |
| 2006 | 117.800     | 321.000     | 36,7        | 84         | 74         | 10         | 1.402                     | 18      | 15        | 155       | 51         |
| 2013 | 122.400     | 336.500     | 36,4        | 80         | 70         | 10         | 1.530                     | 22      | 10        | 150       | 51         |
| 2016 | 126.474     | 347.474     | 36,4        | 73         | 64         | 9          | 1.732                     | 27      | 9         | 120       | 50         |
| 2019 | 131.400     | 361.000     | 36,4        | 73         | 63         | 10         | 1.800                     | 30      | 10        | 100       | 50         |
| 2021 | 135.170     | 371.450     | 36,4        | 69         | 58         | 11         | 1.958                     | 31      | 11        | 87        | 51         |